# 大叶胡颓子
大叶胡颓子（学名：Elaeagnus macrophylla）为胡颓子科胡颓子属下的一个种，原生於東亞。

## 扩展阅读
- 維基物種上的相關：大叶胡颓子